# Milton Amaral
Milton Amaral (cidade de São Paulo, 1934 — São Bernardo do Campo, 30 de abril de 1995) foi um cineasta, roteirista e ator brasileiro.
Foi casado com a atriz Marlene França.

## Filmografia
- O Corintiano (1967) [roteirista, diretor]
- O Cabeleira (1963) [diretor]
- Casinha Pequenina (1963) [roteirista]
- O Vendedor de Linguiças (1962) [roteirista]
- Tristeza do Jeca (1961) [roteirista]
- A Moça do Quarto 13 (1961) [ator]
- Jeca Tatu (1960) [roteirista, diretor]
- Chofer de Praça (1959) [diretor]
- Fronteiras do Inferno (1959) [ator]